# Ricky Wells
Rick „Ricky” Wells (ur. 27 lipca 1991 w Auckland) – nowozelandzki i amerykański żużlowiec.

## Życiorys
Dwukrotny złoty medalista młodzieżowych indywidualnych mistrzostw Stanów Zjednoczonych (2007, 2008). Złoty medalista indywidualnych mistrzostw Stanów Zjednoczonych (2009 – patron SRA).
Finalista indywidualnych mistrzostw świata juniorów (Goričan 2009 – XV miejsce). Wielokrotny reprezentant Stanów Zjednoczonych w eliminacjach drużynowego Pucharu Świata.
W lidze brytyjskiej reprezentant klubów Coventry Bees (2009), Stoke Potters (2010), Wolverhampton Wolves (2011–2013), Plymouth Devils (2011) oraz Sheffield Tigers (2012–2013).

## Przynależność klubowa
Wielka Brytania
- Coventry Bees (2009)
- Stoke Potters (2010)
- Wolverhampton Wolves (2011–2013)
- Plymouth Devils (2011)
- Sheffield Tigers (2012–2013)